# Mosetene
Mosetene,  pleme američkih Indijanaca porodice Mosetenan u sjevernoj Boliviji nastanjeno duž rijeke Beni i istočno od nje. Porodica Mosetenan dobila je ime po plemenu Mosetene. Oni su narod svijetle puti, sjedilačko stanovništvo koje se bavi obradom zemlje. Žive po kolibama od trske. Na sebi nose briljantno obojene bezrukavne duge tunike. Kanua nemaju nego se služe splavima. Luk i strijela glavno su im oružje.
-Porodica Mosetenan sastoji se od dva plemena, to su Chimane i Mosetén ili Mosetene koji sebe zovu Mintyi’in 'ljudi', svoj jezik nazivaju tsinsi’ mik, 'naš jezik' ili khäei’si’ mik. Od drugih plemena i naroda  (prema Metrauxu) Mosetene su nazivani raznim imenima: Rache, Amo, Chumpa, Cunana, Aparoño i Magdaleno. Prema svojoj lokaciji, odnosno rijekama na kojoj žive, jedni Moseteni se nazivaju Muchanes a drugi Tucupi. Chimané, drugo pleme, i Moseteni, jedni druge nazivaju imenom Chhaetidye’, u slobodnom prijevodu 'oni koji nam sliče' ili 'slična osoba'.
Indijanci Chimane nazivani su i imenima Chimanisa, Chumano, Chimani i Nawazi-moñtji (prema Metrauxu, 1942.)
Jezik moseten ima dva dijalekta: Santa Ana Moseten: govori se u selima Santa Ana, Inicua, Muchanes,i drugim manjim okolnim naseljima. Covendo Moseten govori se u Covendu i okolnim selima. Chimane se govori u velikom području bazena Amazone, oko grada San Borja. Moseteni su inače svi bilingualni, govore moseten i španjolski. Prema jezikoslovacu Swadeshu (1963.) Moseteni su srodni grupama Chon (Ona i Tehuelche) iz južne Argentine i Čilea. Suarez (1969. i 1973.) širi ovu teoriju i na Yuracare, jedno drugo bolivijsko pleme. Ide se i dalje, pa se sve ove grupe povezuje s govornicima Pano i Tacana jezika.  Područje ove mega-'nat-porodice' prostire se u zapadnom Brazilu, susjednom Peruu i Boliviji i na jugu preko Argentine do Ognjene Zemlje (Tierra del Fuego).
Brojno stanje Mosetena iz Covenda, što se tiće govornika je 600, a onih iz Santa Ane 150-200. Chimane su kao 'govornici' daleko brojniji, oko 4,000. Prema neslužbenim pokazateljima, brojno stanje govornika ovih domorodačkih jezika daleko je brojnije. Brojnim stanjem 'govornika' domorodačkih jezika često se spekulira kod grupa koje su bilingualne, naročito u španjolskom ili portugalskom. Bilingualnost uglavnom znači početak hispanizacije. 'Joshua Project' u svom popisu stanovništva uopće ne spominje Mosetene, oni svi govore španjolski pa su ih izgleda uvrstili u Bolivijce. Prema istom izvoru Chimana ima preko 7,000.